# Synagoge (Winnweiler)

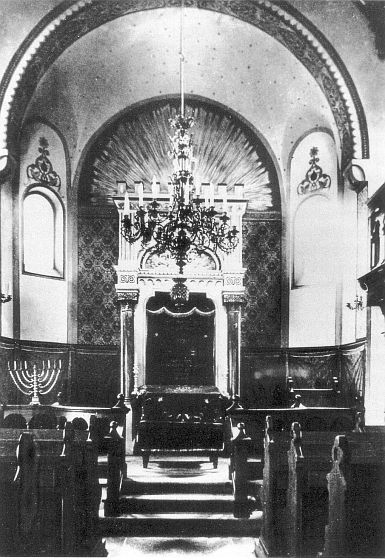
Innenansicht

Die Synagoge in Winnweiler, einer Ortsgemeinde im Donnersbergkreis in Rheinland-Pfalz, wurde 1900/01 errichtet. Die ehemalige Synagoge befand sich an der Synagogengasse, heute Gymnasiumstraße.

## Geschichte
Seit 1888 plante die Jüdische Gemeinde Winnweiler den Bau einer Synagoge. Der bisherige Betsaal wurde 1899 wegen Baufälligkeit geschlossen. 1899 konnte man ein Grundstück in der Stockbornstraße erwerben, die nach 1901 Synagogengasse genannt wurde. Im August 1900 wurde der Grundstein zur neuen Synagoge gelegt, die nach Plänen des Architekten Ludwig Levy errichtet wurde. Die Bauausführung erfolgte unter dem Kaiserslauterer Architekten Peter Seeberger. Am 28./29. Juni 1901 fand die Einweihung statt.
Beim Novemberpogrom 1938 wurde die Synagoge von SA-Männern in Brand gesetzt. Die Ruine wurde wenig später von der Wehrmacht gesprengt. Das Grundstück wurde im Dezember 1939 an die Gemeinde Winnweiler verkauft.
Im November 1984 wurde beim Synagogengrundstück, auf dem sich heute ein Parkplatz befindet, eine Gedenktafel angebracht.